# 16199 Rozenblyum
16199 Rozenblyum este un asteroid din centura principală de asteroizi.

## Descriere
16199 Rozenblyum este un asteroid din centura principală de asteroizi. A fost descoperit pe 30 ianuarie 2000 la Socorro, New Mexico, în cadrul proiectului LINEAR. Asteroidul prezintă o orbită caracterizată de o semiaxă mare de 2,95 ua, o excentricitate de 0,07 și o înclinație de 3,0° în raport cu ecliptica.